# 히사나가 다쓰노리
히사나가 다쓰노리(일본어: 久永 辰徳, 1977년 12월 23일 ~ )는 일본의 전 축구 선수이다.

## 구단 경력
과거 아비스파 후쿠오카, 요코하마 F. 마리노스, 오미야 아르디자, 볼카 가고시마에서 활동하였다.